# سانتیاگو برنابئو یسته
سانتیاگو برنابئو یسته (اسپانیایی: Santiago Bernabéu Yeste‎ متولد ۸ ژوئن ۱۸۹۵ – درگذشته ۲ ژوئن ۱۹۷۸) بازیکن، مربی، مدیر سابق و یکی از مهم‌ترین اشخاص در تاریخ باشگاه فوتبال رئال مادرید می‌باشد. وی همچنین به عنوان یکی از اولین افرادی به‌شمار می‌آید که تیم فوتبال رئال مادرید را از دومین تیم شهر مادرید به یکی از بزرگترین باشگاه‌های اسپانیا و اروپا تبدیل کرده‌است. ورزشگاه فعلی رئال مادرید نامش را از نام سانتیاگو برنابئو یسته گرفته‌است. برنابئو بین سپتامبر ۱۹۴۳ تا ژوئن ۱۹۷۸ مدیر باشگاه رئال مادرید بوده‌است. برنابئو، ۳۵ سال مدیر رئال مادرید بود و موفق به برد یک جام بین قاره‌ای و ۶ جام باشگاه‌های اروپا و ۱۶ لالیگا و ۶ جام اسپانیایی شد. او در سال ۱۹۷۸ وفات یافت در حالی که در حال مشاهده جام جهانی در آرژانتین بود. فیفا به افتخار او سه روز عزای عمومی اعلام و این تورنمنت را با اندوه سپری کرد. برنابئو مبتکر تشکیل جام باشگاه‌های اروپا که در حال حاضر با نام لیگ قهرمانان اروپا شناخته می‌شود بود. وی پس از پرز مدیر حال حاضر باشگاه رئال مادرید پرافتخار ترین مدیر عامل باشگاه رئال مادرید است.

## زندگی و حرفه باشگاهی
سانتیاگو برنابئو به سال ۱۸۹۵ در آلباسته متولد شد. وی هفت خواهر و برادر داشت. او سن کمی داشت که خانواده‌اش به مادرید مهاجرت کردند. او از نوجوانی در رئال مادرید بازی می‌کرد. وقتی وی ۱۴ ساله بود، باشگاه به‌او گفت باید در پست دروازه‌بان بازی کند؛ اما برادر وی مارسلو برنابئو، تهدید کرد که اگر او (سانتیاگو) را دروازه‌بان بگذارند، برادرش را از این تیم خواهد برد. سرانجام وی به‌عنوان مهاجم انتخاب شد.

### پیش از جنگ داخلی
برنابئو در آلمانسا، آلباسته، اسپانیا متولد شد. خانواده او در زمانی که او بسیار جوان بود به مادرید نقل مکان کردند و خود برنابئو در سال ۱۹۰۹ در سن ۱۴ سالگی به رده‌های خردسال رئال مادرید پیوست، پس از آنکه سالها تماشاگر ثابت مسابقات آنها بود. برنابئو بازوبند کاپیتانی را سالها بر بازو می‌بست. در سال ۱۹۲۰، سانتیاگو برنابئو، به عنوان بازیکن مادرید، از باشگاه سرخپوشان کنار رفت و به رقیب خود از پایتخت پیوست، که تنها با او یک بازی انجام می‌داد. در سال ۱۹۲۱ او به مادرید بازمی‌گردد و قبل از بازنشستگی در سال ۱۹۲۶ به عنوان مهاجم بازی می‌کند. او تا سال ۱۹۳۵ با باشگاه ارتباط داشت، ابتدا به عنوان مدیر تیم اول، سپس به عنوان مدیر و بعداً دستیار مدیر شد.

### جنگ داخلی
با شروع جنگ داخلی اسپانیا در سال ۱۹۳۶، بازی فوتبال حرفه‌ای در اسپانیا متوقف شد. در طول جنگ او در کنار سربازان ناسیونالیست‌ها به عنوان سرباز زیر نظر ژنرال آگوستین مونوز گراندز جنگید.

### پس از جنگ داخلی
هنگامی که جنگ به پایان رسید و فوتبال دوباره در اسپانیا آغاز شد، برنابئو در رئال مادرید چیزی را پیدا کرد که برای همه اهداف، یک باشگاه مرده بود. دولت قدیمی (چندین نفر در طول جنگ کشته یا ناپدید شده بودند) و حتی برخی از غنائم باشگاه در سالهای اولیه آنها به سرقت رفته بود. علاوه بر این، در آن زمان باشگاه فوتبال اتلتیکو مادرید تاسیس شد (که به آتلتیکو آویاسیون، تیم نیروی هوایی تغییر نام داد) و رئال مادرید در ابتدا هیچ‌گونه کمک دولتی برای بازسازی دریافت نکرد. برنابئو چندین ماه آینده را صرف یافتن و تماس با بازیکنان، مدیران و اعضای سابق باشگاه کرد و در نهایت ساختار باشگاه را بازسازی کرد.
در سال ۱۹۴۳، پس از خشونت طرفداران پس از پیروزی رئال مادرید بر بارسلونا، دولت راه حلی مستقل را اعمال کرد و روسای دو باشگاه را مجبور به استعفا کرد و برنابئو به عنوان رئیس رئال مادرید انتخاب شد - این پست تا زمان مرگش در ۲ ژوئن ادامه داشت. ۱۹۷۸
اما موفقیت بلافاصله به دست نیامد. این باشگاه هنوز در وضعیت بسیار ضعیفی به سر می‌برد و باشگاه‌های دیگر مانند اتلتیکو، بارسلونا و اتلتیک بیلبائو تیم‌های بسیار قدرتمندی داشتند.
برنابئو شروع به کاشت ایده‌های خود کرد. او باشگاه را در همه سطوح بازسازی کرد، در شرایطی که ساختار عادی باشگاه‌های حرفه ای در آینده تبدیل خواهد شد، به هر بخش و سطحی از تیمهای فنی باشگاه استناد می‌کند و افرادی را که در نوع خود بلندپرواز و بصیرت دارند، مانند رایموندو، به خدمت می‌گیرد. ساپورتا
او سپس تلاش کرد تا استادیومی را بسازد که امروزه نام او را دارد، در آن زمان بزرگترین ورزشگاه در سراسر اروپا، به عنوان «بیش از حد یک ورزشگاه برای یک باشگاه کوچک» توصیف شد. سیوداد دپورتیوا که به گونه ای ساخته شده بود که بازیکنان بتوانند بدون تخریب زمین ورزشگاه تمرین کنند، در این سالها ساخته شد. سرانجام، او استراتژی بلندپروازانه ای برای جذب بازیکنان درجه یک از خارج از کشور در پیش گرفت، که برجسته‌ترین آنها جذب آلفردو دی استفانو بود و اولین تیم واقعاً چند ملیتی جهان را ساخت. در بسیاری از ریاست جمهوری برنابئو از نام افسانه ای‌ترین رئال مادرید بازی برای این باشگاه، از جمله Molowny، مونوز، دی استفانو، خنتو، ریال، سانتاماریا، کوپا، پوشکاش، آمانسیو، پیری، نتزر، سانتیانا، خوانیتو، کاماچو، دل بوسکه، و بسیاری از بیشتر.

### نفوذ در اروپا و میراث
در سال ۱۹۹۵، براساس ایده ارائه شده توسط روزنامه‌نگار L'Équipe ، گابریل هانوت ، و بر اساس کوپا لاتینا (تورنمنتی با حضور باشگاه‌هایی از فرانسه، اسپانیا، پرتغال و ایتالیا)، برنابئو در هتل سفیر در پاریس با بدریگنان و گوستاو شبش ملاقات کرد. و در ابتدا یک تورنمنت نمایشگاهی ضعیف ایجاد کرد که بین تیم‌های دعوت شده بازی می‌شد، اما با گذشت زمان به لیگ قهرمانان تبدیل شد. تحت مدیریت یوفا، این مسابقات برتر باشگاهی جهان است.
برنابئو، به منچستریونایتد در پی سانحه هوایی در سال ۱۹۵۸ کمک کرد
در زمان مرگ، برنابئو به مدت ۳۵ سال رئیس باشگاه بود و طی آن باشگاهش ۱ جام بین قاره ای، ۶ جام اروپا، ۱۶ قهرمانی لیگ، ۶ جام اسپانیا، ۲ جام لاتین و ۱ کوپا اوآ دوارته کسب کرد. او در سال ۱۹۷۸ در حالی که جام جهانی در آرژانتین برگزار می‌شد درگذشت. به افتخار وی فیفا در طول مسابقات سه روز عزای عمومی اعلام کرد.
در سال ۲۰۰۲، وی پس از مرگ نشان شایستگی فیفا را دریافت کرد.